# Oliver Welter

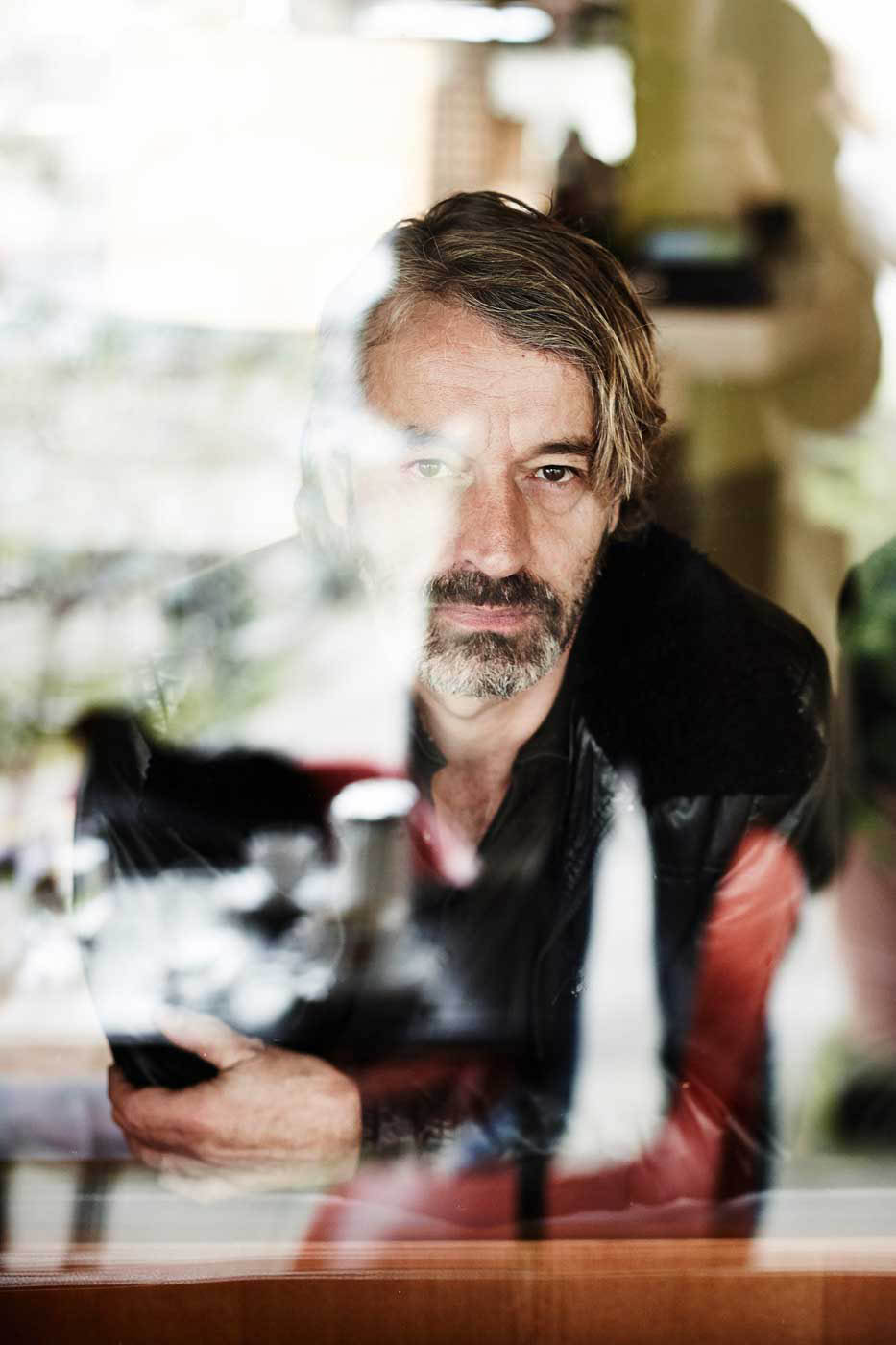
Oliver Welter, 2015

Oliver Welter (* 1967 in Klagenfurt) ist ein österreichischer Musiker, Songwriter und Schauspieler. Er lebt und arbeitet in Wien und Innsbruck.

## Leben
Welter verbrachte seine Kindheit an verschiedenen Orten im Schweizer Kanton Thurgau. In seiner Jugend lebte er in Klagenfurt am Wörthersee und maturierte dort 1986.
Als musikalischer Autodidakt spielte er ab dem 16. Lebensjahr in verschiedenen Kärntner Bands (u. a. Lava, Faust und Tak Tak Wolff).
Er ist der Vater des Musikers und Schauspielers Oskar Haag (* 2005).

### Mit Naked Lunch
1990 gründete er die Band Naked Lunch. In seiner Funktion als Komponist, Texter, Sänger und Gitarrist der Band veröffentlichte er mit dieser bislang insgesamt sechs Studioalben, zuletzt 2013 All Is Fever auf dem Hamburger Label Tapete Records. Nach einigen Jahren, vielen Tourneen und Auftritten in Europa, den USA, Russland, Brasilien und weiteren Ländern, sowie etlichen Höhen und Tiefen in den 1990er Jahren veröffentlichte Welter mit Naked Lunch 2004 das Album Songs for the Exhausted. Die Produktion dieses Albums, veröffentlicht bei Universal Rec. dauerte fast drei Jahre und entstand in Zusammenarbeit mit dem Produzenten Olaf Opal.
Gemeinsam mit dem Filmemacher Thomas Woschitz, der für die meisten Musikvideos der Band verantwortlich zeichnet, wurde 2008 der Musikfilm Universalove produziert, zu dem die Band vor der Kinoleinwand live die Musik spielte. Mit diesem Projekt war das Team Naked Lunch/Thomas Woschitz bei etlichen Film-Festivals Gast, wie etwa dem renommierten Music & Filmfestival in Jecheon, Südkorea.
Weitere Studioalben schlossen sich an. 2015 erschien mit The Singles Collection eine erste Best-Of-Kompilation.

### Kompositionen für Film, Fernsehen und Theater
Mitte der 1990er Jahre nahm Welter parallel zum Bandprojekt Naked Lunch seine Arbeit als Komponist für das Theater und den Film auf. Er lieferte den Soundtrack zu drei Kurzfilmen des Filmemachers Thomas Woschitz. Weitere Auftragsarbeiten für Film und Fernsehen folgten. Unter anderem steuerte er zusammen mit Herwig Zamernik die Musik zu den Filmen Franz Fuchs – Ein Patriot (2007),  Jack (2015) von Elisabeth Scharang und für die internationale Produktion Liebe und andere Verbrechen des serbischen Regisseurs Stefan Arsenijević bei.
Im Theater-Sektor begann er zuerst mit Kompositionen für das Klagenfurter Ensemble. Es folgten weitere Auftraggeber, wie etwa das Stadttheater Klagenfurt, das Volkstheater Wien, das Schauspielhaus Düsseldorf, die Vereinigten Bühnen in Bozen oder die beiden Wiener Mittelbühnen Rabenhoftheater und Werk X.

### Als Schauspieler
Gemeinsam mit Fritz Ostermayer gründete er die Performance-Gruppe Born-to-sit-Company (u. a. mit Christoph Grissemann, Hans Schabus, Anja Plaschg). Mit dieser Gruppe stand Welter als Musiker und Schauspieler u. a. 2009 bei dem Donaufestival in Krems oder 2012 im Grazer Schauspielhaus auf der Bühne. In dieser Zeit erfolgte eine künstlerische und freundschaftliche Annäherung mit dem Satiriker-Duo Stermann&Grissemann. Zusammen konzipierte und schrieb man das Stück Für die Eltern was Perverses, mit dem das Trio rund 80 mal an den verschiedensten Locations im deutschsprachigen Raum gastierte.
2016 agierte Welter zusammen mit dem Naked Lunch-Schlagzeuger Alex Jezdinsky bei dem Stück Rosenkranz und Güldenstern sind tot am Vorarlberger Landestheater in mehreren Rollen.
2017 engagierte ihn das Rabenhof Theater in Wien als musikalischen Leiter und Schauspieler für die André-Heller-Hommage Holodrio – Lass mich Dein Dreckstück sein das im selben Jahr mit dem Nestroy-Preis für die beste Off-Produktion des Jahres prämiert wurde.
2019 folgte in derselben Besetzung mit Jö Schau eine Hommage an Georg Danzer.

## Werke (Auswahl)
- mit Naked Lunch: Balsam, Big Store Rec., 1992
- Frühlingserwachen Theatermusik (Stadttheater Klagenfurt), 1999
- Die Nashörner Theatermusik (Volkstheater Wien), 2000
- Fräulein Julie Theatermusik (Düsseldorfer Schauspielhaus), 2001
- mit Naked Lunch: Songs for the exhausted (Motor/Universal), 2004
- mit Naked Lunch: This atom heart of ours (Louisville Rec./Universal), 2007
- mit Herwig Zamernik: Love and other crimes, Soundtrack, 2008
- Universalove, Soundtrack (Louisville Rec./Universal), 2009
- Woyzeck Theatermusik (Vorarlberger Landestheater), 2009
- Amerika, Soundtrack (Rough Trade/Monkey), 2011
- mit Herwig Zamernik: Jack, Soundtrack, 2015
- Die Affäre Rue de Lourcine Theatermusik (Theater Bozen), 2019

## Auszeichnungen
- 2007 Amadeus Alternative Award – Band des Jahres mit Naked Lunch
- 2009 Max-Ophüls-Preis – (gemeinsam mit Regisseur Thomas Woschitz) für den Musikfilm Universalove
- 2016 Österreichischer Filmpreis – in der Kategorie Beste Musik für Jack
- 2017 Nestroy-Theaterpreis – für  Holodrio – Lass mich dein Drecksstück sein[7]